# Linden (Tennessee)
Linden è un comune degli Stati Uniti d'America, situato nello Stato del Tennessee, nella Contea di Perry, della quale è il capoluogo.